# Atlas Carver
L'Atlas Carver (a volte erroneamente indicato come "CAVA") era un prototipo di aereo da combattimento sudafricano bireattore con ali a delta di quarta generazione.

## Storia
È stato sviluppato tra gli anni '80 e i primi anni '90 dall'Atlas Aircraft Corporation per sostituire il vecchio Blackburn Buccaneer e Mirage III in servizio con l'Air Force sudafricana e corrispondere o superare le capacità dei combattenti sovietici di ultima generazione, probabilmente destinati agli Stati vicini, in particolare Angola, durante la guerra di confine sudafricana. Il Carver ha qualche vaga somiglianza esterna con Dassault Mirage 4000 [3] e doveva incorporare una serie di componenti del motore Snecma prodotti sotto licenza.
Definitivamente cancellato nel 1991